# Guillaume Werle
Guillaume Werle est un sculpteur américain et belge, né le 30 août 1968 à Etterbeek, dans la Région de Bruxelles-Capitale, en Belgique. Depuis 1993, il vit et travaille à Montrouge.
Guillaume Werle est né d'un père américain, William George Werle et d'une mère belge, Michèle Sermon. Son grand père est le célèbre joueur de Base-ball, William George Werle senior, appelé Bill Werle. Guillaume Werle vit cinq ans à San Francisco. En 1974, il revient à Bruxelles, où il est scolarisé au Lycée français de Bruxelles. Élève moyen et rêveur il est déjà remarqué pour son dessin et son imagination féconde[réf. nécessaire]. En 1979, son père est promu directeur financier de Monsanto France et s'installe à Paris, au pied de la Tour Eiffel. C'est à Paris qu'il découvre le modelage, dans un atelier de la ville, installée sur une péniche amarrée de l'autre côté de la Seine. C'est dans ce cadre qu'il apprend les techniques du modelage, de la sculpture en plâtre direct, aborde la sculpture sur bois, la taille direct de la pierre.
Guillaume Werle vit et travaille à Montrouge depuis 1993. Il obtient la Licence d'Arts Lettres et Langues, Mention Arts Plastiques de la Sorbonne en 2018 à la suite d'une validation des acquis de l'expérience.
Plusieurs commandes publiques jalonnent son parcours. En 1999, le sculpteur créé pour le square La Fontaine, face au conservatoire Raoul Pugno de Montrouge, une sculpture en bronze représentent un jeune homme jouant de la flûte traversière : Le Jeune Homme à la Flûtes. À la demande de la ville de Montrouge il a également créé un Trophée en hommage à Coluche, en 1996. En 2011 pour les 25 ans de la mort de Coluche, Guillaume Werle installe une statue en bronze commandée par la ville de Montrouge issue d'un agrandissement du trophée des Salopettes d'Or. Celle-ci est inaugurée officiellement le 14 juin 2011. Elle est installée Place de la libération, face au Beffroi de Montrouge.
À la suite d'un appel d'offres de Courbevoie, ville natale de Louis de Funès, Guillaume Werle réalise en 2013 un portrait en bronze du célèbre acteur comique. Cette œuvre est une commande destinée à commémorer les trente ans de sa disparition.
Guillaume Werle, sculpteur figuratif, questionne le rapport de l’être humain au temps, sa présence au monde, son impact sur ce dernier. Il développe un vocabulaire formel fait de pleins qu’il nomme Enveloppes, et de creux, Empreintes. Le vide ainsi que les espaces font aussi partie de son langage plastique. Il compose ou recompose des sculptures en bas-reliefs et en rondes-bosses dans des chorégraphies qui incluent aussi l’immobilité. Ce principe, Enveloppes-Empreintes, combiné à la représentation du vide est clairement à l'origine de l'hommage à Michel Colucci, "A Coluche". Hélène Marraud reprend ce point précis dans le rapport qu'elle fait entre "A Coluche" et "Le Robe de Chambre de Balzac", l'œuvre de Rodin. Ref: Balzac, le souffle du génie, Hélène Marraud, édition Hermann Musée Rodin ISBN Hermann 978 2 7056 9774 8.